# Michael Devaney (coureur)

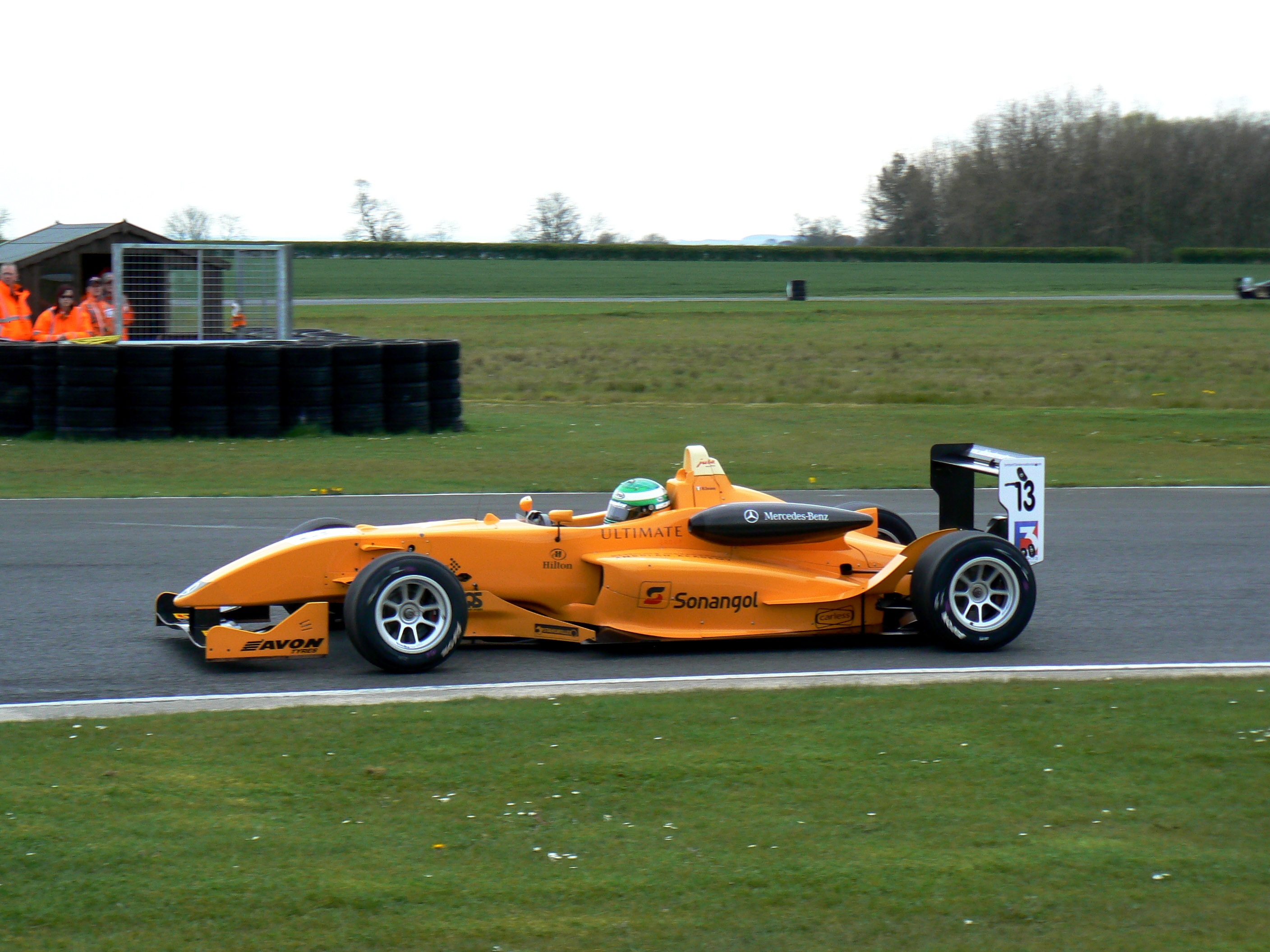
Devaney in actie in 2008

Michael Devaney (Dublin, 29 november 1984) is een Iers autocoureur.

## Loopbaan
Devaney racet sinds 1997, toen nog in het Ierse Junior Karting Kampioenschap. In 2001 ging hij naar de Ierse Formule Ford en in 2002 naar de Duitse Formule BMW. Hij reed korte tijd in het Duitse Formule 3-kampioenschap voordat hij in 2005 in de A1GP ging racen voor A1 Team Ierland.
Nadat hij Team Ierland verliet, tekende Devaney voor het nieuwe team Ultimate Motorsport om deel te nemen in het Britse Formule 3-kampioenschap. Hij behaalde twee overwinningen met het team op Snetterton. Hij zit zonder werkgever sinds Ultimate Motorsport hem ontsloeg uit de Britse Formule 3.

## A1GP resultaten
| Jaar    | Inschrijving    | 1          | 2          | 3          | 4          | 5          | 6          | 7          | 8          | 9       | 10      | 11      | 12      | 13      | 14      | 15      | 16      | 17      | 18      | 19      | 20      | 21        | 22         | Rang | Punten |
| ------- | --------------- | ---------- | ---------- | ---------- | ---------- | ---------- | ---------- | ---------- | ---------- | ------- | ------- | ------- | ------- | ------- | ------- | ------- | ------- | ------- | ------- | ------- | ------- | --------- | ---------- | ---- | ------ |
| 2005-06 | A1 Team Ierland | GBR SPR 10 | GBR FEA NF | GER SPR    | GER FEA    | POR SPR    | POR FEA    | AUS SPR 4  | AUS FEA 14 | MAL SPR | MAL FEA | UAE SPR | UAE FEA | RSA SPR | RSA FEA | IND SPR | IND FEA | MEX SPR | MEX FEA | USA SPR | USA FEA | CHN SPR 4 | CHN FEA NF | 8    | 68     |
| 2006-07 | A1 Team Ierland | NED SPR 15 | NED FEA 14 | CZE SPR 13 | CZE FEA 13 | BEI SPR 20 | BEI FEA NF | MAL SPR 14 | MAL FEA 10 | IND SPR | IND FEA | NZL SPR | NZL FEA | AUS SPR | AUS FEA | RSA SPR | RSA FEA | MEX SPR | MEX FEA | SHA SPR | SHA FEA | GBR SPR   | GBR FEA    | 19   | 8      |